# São João do Rio do Peixe
São João do Rio do Peixe este un oraș în Paraíba (PB), Brazilia.